# Шалфей кустарниковый
Шалфей кустарниковый, или Шалфей зарослевый (лат. Salvia dumetorum) — многолетнее растение, вид рода Шалфей (Salvia) семейства Яснотковые (Lamiaceae).

## Распространение и экология
Встречается на юге Восточной Европы.
Растёт на травянистых и скалистых склонах.

## Ботаническое описание
Растение высотой 30—60 см.
Стебель длинный.
Прикорневые листья многочисленные, продолговатые или едва яйцевидные, при основании слабо сердцевидные, тупые, длиной 6—11 см, шириной 2,5—5 см, по краю двояко мелкозубчатые или городчатые, сверху голые, снизу рассеянно опушённые, с черешками равными листовой пластине или короче её; средние — чаще крупнее прикорневых, коротко черепичатые или почти сидячие; верхние — длинные, узкие, ланцетные, острые, сидячиестеблеобъемлющие, по краям городчатые, морщинистые, сверху голые, снизу волосистые. Прицветные листья — округлые, длинно заострённые, стеблеобъемлющие, цельнокрайные, сверху голые, снизу густо опушённые.
Соцветие простое или с одно-двумя парами нижних ветвей, с 5—10 ложными 4—6-цветковыми мутовками; чашечка длиной 7 мм, верхняя губа короче нижней, полуокруглая, нижняя — двузубчатая; венчик длиной 1—2 см.
Орешки шаровидно-трёхгранные, диаметром 2 мм, тёмно-бурые.

## Классификация

### Таксономия
Вид Шалфей кустарниковый входит в род Шалфей (Salvia) подсемейства Котовниковые (Nepetoideae) семейства Яснотковые (Lamiaceae) порядка Ясноткоцветные (Lamiales).
|  |                                      |  |                                                             |                                                             |                      |  | ещё 21 семейство (согласно Системе APG II) | ещё 21 семейство (согласно Системе APG II)  |                                             |  |  |  | ещё 110—130 родов | ещё 110—130 родов        |  |  |
|  |                                      |  |                                                             |                                                             |                      |  | ещё 21 семейство (согласно Системе APG II) | ещё 21 семейство (согласно Системе APG II)  |                                             |  |  |  | ещё 110—130 родов | ещё 110—130 родов        |  |  |
|  |                                      |  |                                                             | порядок Ясноткоцветные                                      |                      |  |                                            |                                             | подсемейство Котовниковые                   |  |  |  |                   | вид Шалфей кустарниковый |  |  |
|  |                                      |  |                                                             | порядок Ясноткоцветные                                      |                      |  |                                            |                                             | подсемейство Котовниковые                   |  |  |  |                   | вид Шалфей кустарниковый |  |  |
|  | отдел Цветковые, или Покрытосеменные |  |                                                             |                                                             | семейство Яснотковые |  |                                            |                                             | род Шалфей                                  |  |  |  |                   |                          |  |  |
|  | отдел Цветковые, или Покрытосеменные |  |                                                             |                                                             |                      |  |                                            |                                             |                                             |  |  |  |                   |                          |  |  |
|  |                                      |  | ещё 44 порядка цветковых растений (согласно Системе APG II) | ещё 44 порядка цветковых растений (согласно Системе APG II) |                      |  |                                            | ещё 7 подсемейств (согласно Системе APG II) | ещё 7 подсемейств (согласно Системе APG II) |  |  |  | ещё 700—900 видов |                          |  |  |
|  |                                      |  |                                                             | ещё 44 порядка цветковых растений (согласно Системе APG II) |                      |  |                                            |                                             | ещё 7 подсемейств (согласно Системе APG II) |  |  |  |                   |                          |  |  |